# Moldcell
Moldcell è una compagnia di telefonia mobile che opera in Moldavia. Utilizza gli standard GSM, UMTS e LTE. È stata fondata nel 2000 ed ha sede a Chișinău.

## Numerazione
I codici network di Moldcell sono:
- 0780xxxxx
- 0781xxxxx
- 0782xxxxx
- 0783xxxxx
- 0784xxxxx
- 0788xxxxx
- 079xxxxxx

I numeri internazionali:
- +373780xxxxx
- +373781xxxxx
- +373782xxxxx
- +373783xxxxx
- +373784xxxxx
- +373788xxxxx
- +37379xxxxxx